# Abner Mares
Abner Mares est un boxeur mexicain né le 28 novembre 1985 à Guadalajara.

## Carrière
Champion d'Amérique du Nord NABO des poids coqs en 2007 et 2008, il ne parvient à faire mieux que match nul lors de son premier championnat du monde IBF de la catégorie le 22 mai 2010 contre Yonnhy Perez mais se relance après une victoire aux points face à Vic Darchinyan le 12 décembre suivant. Mares obtient alors une seconde chance mondiale et s'empare de cette ceinture IBF le 13 août 2011 aux dépens du ghanéen Joseph Agbeko, succès qu'il confirme aux points lors du combat revanche organisé le 3 décembre 2011 à Anaheim
Il laisse alors son titre vacant pour combattre dans la catégorie de poids supérieure et le 21 avril 2012, il bat aux points Eric Morel et s'empare de la ceinture WBC des super-coqs. Le boxeur mexicain conserve sa ceinture le 10 novembre 2012 en battant aux points Anselmo Moreno, champion WBA des poids coqs puis choisit de la laisser vacante en janvier 2013 afin d'affronter le champion WBC des poids plumes, Daniel Ponce de Leon.
Le 4 mai 2013, Abner Mares devient ainsi à 27 ans champion du monde dans une 3e catégorie après sa victoire par arrêt de l'arbitre au 9e round contre son compatriote Ponce de Leon. Il est revanche battu dès le combat suivant au premier round par Jhonny Gonzalez le 24 août 2013 puis par Leo Santa Cruz aux points le 29 août 2015 dans un combat pour la ceinture WBA des poids plumes. Il perd également le combat revanche face à Santa Cruz le 9 juin 2018.